# Aliaxis
 (juillet 2019).
Aliaxis est un leader international dans les systèmes de pointe de transport de fluides en matériaux de synthèse pour la construction, les infrastructures, l’industrie et l’agriculture. Le Groupe fournit aux quatre coins de la planète des solutions innovantes et durables pour l’eau et l’énergie. Il détermine les tendances pour anticiper l’évolution rapide des besoins de ses clients et de la société. 
Aliaxis emploie environ 14 000 personnes dans le monde et propose des solutions spécifiques qui répondent aux besoins les plus pointus de ses clients. Aliaxis compte des marques locales de premier plan et est active dans plus de 40 pays, associant des solutions locales à des innovations mondiales. 
Aliaxis est une société privée basée à Bruxelles en Belgique.

## Marques commerciales
Aliaxis possède différentes marques commerciales à travers du monde :
- Aliaxis, Europe, Afrique
- Ashirvad[3], Inde
- Durman, Amérique du Sud
- IPEX, Canada/USA
- Marley, Australie/Nouvelle Zélande
- Nicoll (France, Amérique du Sud)
- Philmac, Australie/Nouvelle Zélande
- Vinidex, Australie
- Vinilit (Chile)
- RX Plastics[4], Nouvelle Zélande